# Sint-Janskerk (Moergestel)

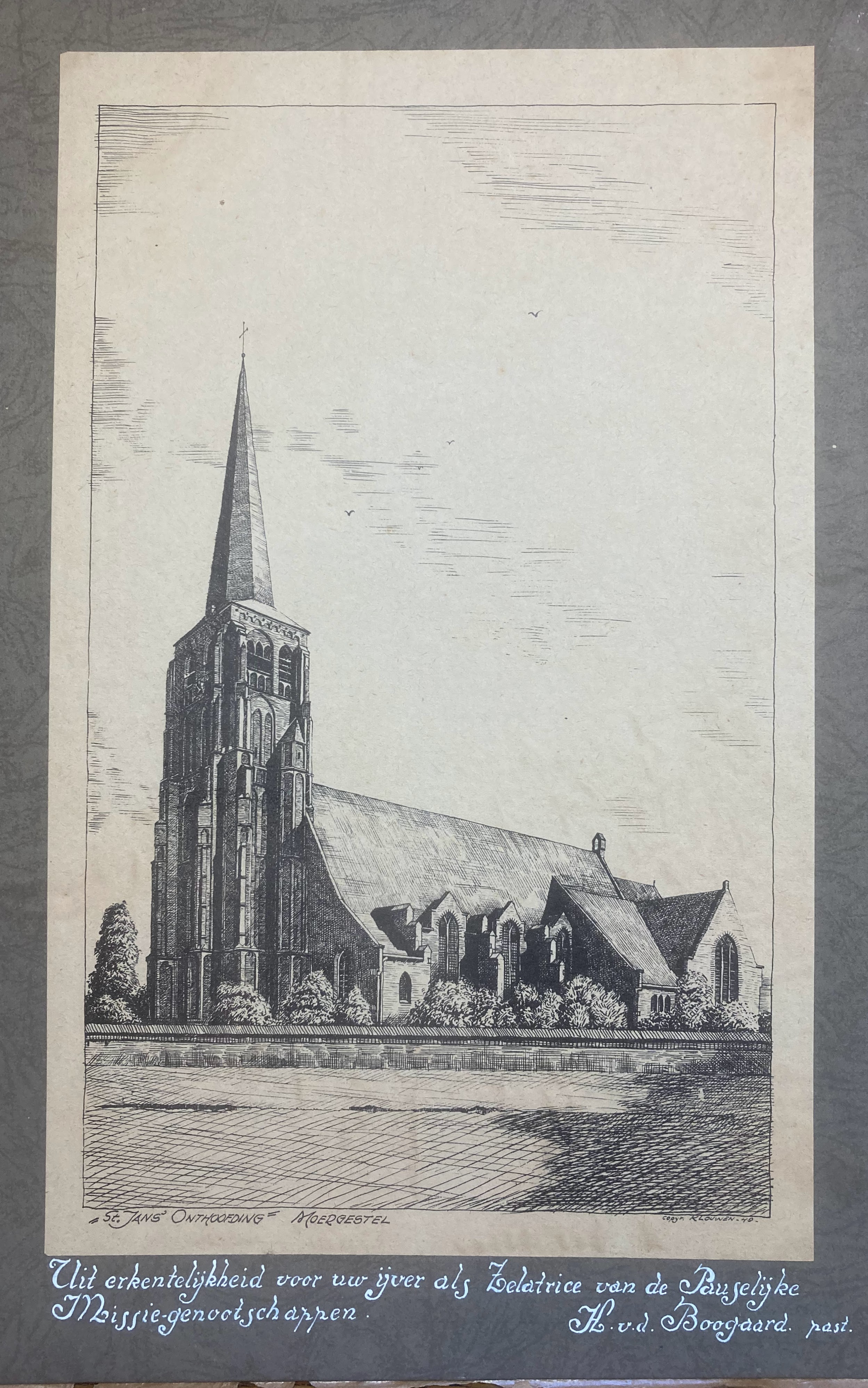
Kerk St. Jans Onthoofding Moergestel

De Sint-Janskerk, Sint-Jan de Doperkerk of Sint-Jans Onthoofdingkerk is een kerkgebouw in Moergestel in de gemeente Oisterwijk in de Nederlandse provincie Noord-Brabant. De kerk staat aan de Kerkstraat 13 en aan het Sint Jansplein.
De kerk is opgedragen aan de onthoofding van Johannes de Doper en valt onder de Sint Jozefparochie.

## Geschiedenis
In 1110 werd de kerk van Moergestel voor het eerst genoemd.
In de 16e eeuw werd de nog bestaande kerktoren gebouwd.
In 1648 ging de kerk over aan de hervormden en de katholieken kregen de kerk weer terug in 1811.
In 1880 werd ze gerestaureerd en uitgebreid naar het ontwerp van architect Carl Weber.
In 1931 werd de middeleeuwse kerk vervangen door een nieuw kerkgebouw naar het ontwerp van architect Hendrik Willem Valk. De oude toren is daarbij bewaard gebleven.
Op 23 april 2002 werd het gebouw opgenomen in het rijksmonumentenregister.

## Opbouw
De georiënteerde bakstenen kruiskerk bestaat uit een westtoren in Kempische gotiek, een eenbeukig schip met zes traveeën, een transept en een koor.
De toren heeft vijf geledingen en een ingesnoerde torenspits. Het schip wordt gedekt door een zadeldak en het koor door een zadeldak met verlaagde noklijn. De transeptarmen hebben elk een steekdak in het lagere dak van het koor.